# Guvernul Alexandru Marghiloman
Guvernul Alexandru Marghiloman a fost un consiliu de miniștri care a guvernat România în perioada 5 martie 1918 - 23 octombrie 1918.

## Componența
- Președintele Consiliului de Miniștri

Alexandru Marghiloman (5 martie - 23 octombrie 1918)
- Vicepreședintele Consiliului de Miniștri

Constantin C. Arion (4 iunie - 23 octombrie 1918)
- Ministrul de interne

Alexandru Marghiloman (5 martie - 23 octombrie 1918)
- Ministrul de externe

Constantin C. Arion (5 martie - 23 octombrie 1918)
- Ministrul finanțelor

Mihai Seulescu (5 martie - iulie 1918)
- Ministrul justiției

Dimitrie Dobrescu (5 martie - 4 iunie 1918)
Ion Mitilineu (4 iunie - 23 octombrie 1918)
- Ministrul cultelor și instrucțiunii publice

Simion Mehedinți (5 martie - 23 octombrie 1918)
- Ministrul de război

General Constantin Hârjeu (5 martie - 23 octombrie 1918)
- Ministrul lucrărilor publice

ad-int. General Constantin Hârjeu (5 - 25 martie 1918)
Nicolae Ghica-Comănești (25 martie - 23 octombrie 1918)
- Ministrul industriei și comerțului

Constantin Meissner (5 martie - 4 iunie 1918)
Grigore G. Cantacuzino (4 iunie - 23 octombrie 1918)
- Ministrul agriculturii și domeniilor

ad-int. Alexandru Marghiloman (6 martie - 4 iunie 1918)
Constantin Garoflid (4 iunie - 23 octombrie 1918)
- Ministru fără portofoliu (pentru Basarabia)

Ion Inculeț (9 aprilie - 23 octombrie 1918)
- Ministru fără portofoliu (pentru Basarabia)

Daniel Ciugureanu (9 aprilie - 23 octombrie 1918)

## Sursa
- Stelian Neagoe - "Istoria guvernelor României de la începuturi - 1859 până în zilele noastre - 1995" (Ed. Machiavelli, București, 1995)

| Precedat(ă) de: Guvernul Alexandru Averescu (1) | Guvernul Alexandru Marghiloman 5 martie - 23 octombrie 1918 | Succedat(ă) de: Guvernul Constantin Coandă |

| Portal icon | Portal România în Primul Război Mondial |

| Portal icon | Portal Istorie |